# سه‌شیاره‌دندانان
سه‌شیاره‌دندانان (نام علمی: Trirachodontidae) نام یک تیره از راسته ددکمانان است.